# Sangay Tenzin
Sangay Tenzin (Geylegphug, 7 september 2003) is een Bhutanees zwemmer. 

## Carrière
In 2021 nam Tenzin deel aan de uitgestelde Olympische Zomerspelen in Tokio. Zowel bij de openings- als bij de sluitingsceremonie was hij de vlaggendrager van zijn land. Op de 100 meter vrije slag kwam hij in de eerste serie in actie, maar kwalificeerde zich niet voor de halve finales. Ook in 2024 nam hij deel aan de Spelen, maar werd hij wederom uitgeschakeld in de series van de 100 meter vrije slag.

## Persoonlijke records
Bijgewerkt tot en met 13 augustus 2024
Kortebaan
| Afstand          | Tijd    | Datum            | Plaats       |
| ---------------- | ------- | ---------------- | ------------ |
| 50m vrije slag   | 25,23   | 21 december 2023 | Samutprakarn |
| 100m vrije slag  | 55,03   | 22 december 2023 | Samutprakarn |
| 200m vrije slag  | 2:02,77 | 23 december 2023 | Samutprakarn |
| 50m vlinderslag  | 27,95   | 23 december 2023 | Samutprakarn |
| 100m vlinderslag | 1:02,74 | 22 december 2023 | Samutprakarn |
| 100m wisselslag  | 1:05,53 | 24 december 2023 | Samutprakarn |
| 200m wisselslag  | 2:22,55 | 21 december 2023 | Samutprakarn |

Langebaan
| Afstand          | Tijd     | Datum            | Plaats       |
| ---------------- | -------- | ---------------- | ------------ |
| 50m vrije slag   | 26,16    | 11 april 2024    | Samutprakarn |
| 100m vrije slag  | 55,42    | 14 februari 2024 | Doha         |
| 200m vrije slag  | 2:04,13  | 12 februari 2024 | Doha         |
| 400m vrije slag  | 04:37,32 | 7 april 2024     | Samutprakarn |
| 50m vlinderslag  | 28,76    | 10 april 2024    | Samutprakarn |
| 100m vlinderslag | 1:10,67  | 11 maart 2023    | Kuala Lumpur |
| 200m vlinderslag | 2:39,04  | 11 april 2024    | Samutprakarn |
| 200m wisselslag  | 2:29,55  | 11 april 2023    | Samutprakarn |